# Neurazy
Neurazy är en ort i Tjeckien.   Den ligger i regionen Plzeň, i den västra delen av landet, 100 km sydväst om huvudstaden Prag. Neurazy ligger 485 meter över havet och antalet invånare är 816.
Terrängen runt Neurazy är huvudsakligen platt, men den allra närmaste omgivningen är kuperad. Runt Neurazy är det ganska glesbefolkat, med 24 invånare per kvadratkilometer. Närmaste större samhälle är Klatovy, 16,7 km väster om Neurazy. Omgivningarna runt Neurazy är en mosaik av jordbruksmark och naturlig växtlighet.